# Polski alfabet Braille’a
Polski alfabet Braille’a – polska lokalizacja międzynarodowego alfabetu Braille’a umożliwiająca zapisywanie i odczytywanie tekstów osobom niewidomym w języku polskim.

## Historia
Polska adaptacja systemu dostosowująca alfabet Braille’a do polskiego systemu fonetycznego opracowana została przez zakonnice Elżbietę Różę Czacką oraz Teresę Landy. Alfabet został oficjalnie przyjęty zarządzeniem Ministerstwa Wyznań Religijnych i Oświecenia Publicznego z 24 maja 1934 r.
| Litera podstawowa | a | c | e | l | n | s | u | y | z |
| Litera pochodna   | ą | ć | ę | ł | ń | ś | ó | ż | ź |